# Deltopylidae
Famille
Synonymes
- Frontoniidae Pro parte,
- Leucophryidae,
- Tetrahymenidae

Les Deltopylidae sont une famille de Ciliés de la classe des Oligohymenophorea et de l’ordre des Hymenostomatida.

## Étymologie
Le nom de la famille vient du genre type Deltopylum, composé de delt-, « triangle », et du grec ancien πύλος / pylos, « porte », peut-être en référence à la présence de trois membranelles autour de la zone buccale. 

## Description
Le genre Agolohymena décrit en 2010, fut placé, avec le genre Deltopylum, dans la famille ressuscitée des Deltopylidae Song (d) & Wilbert (d), 1989.
En effet, selon Bourland et Strüder-Kypke, l'espèce Agolohymena aspidocauda est un cilié tétrahyménidé d'eau douce dont l'ontogenèse et le mode de nutrition histophage sont similaires à ceux de l'espèce Deltopylum rhabdoides Fauré-Fremiet & Mugard, 1946.
Bourland et Strüder-Kypke sont conduit à modifier les caractéristiques diagnostiques de la famille des Deltopylidae pour y inclure :
- la division par polytomie ;
- les kinés somatiques droite et gauche s'étendant dans la suture pré-orale ;
- les membranelles adorales 1 et 2 en forme de courbe ou sigmoïdes ;
- la membrane adorale 3 nettement réduite ;
- un « motif silverline »[note 3] tétrahyménide[note 4].

Les principales caractéristiques diagnostiques du nouveau genre sont un réseau ciliaire caudal en forme de disque et la formation de deux types de kystes au repos, l'un lisse et l'autre portant des lépidosomes tubulaires ou cylindriques enchevêtrés.
Les études génétique suggèrent que le nouveau genre Agolohymena est bien séparé des membres de la famille des Tetrahymenidae (Lambornella et Tetrahymena) et également des autres tétrahyménidés (Colpidium, Dexiostoma, Glaucoma), justifiant le placement du nouveau genre dans une famille distincte.

## Habitat et répartition
L'espèce Agolohymena aspidocauda a été découverte dans les eaux douces de l'Idaho (États-Unis).

## Liste des genres
Selon GBIF (17 septembre 2023) :
- Agolohymena Bourland & Strüder-Kypke, 2010
  - Espèce type : Agolohymena aspidocauda Bourland & Strüder-Kypke, 2010

Selon Bourland & Strüder-Kypke :
- Agolohymena Bourland & Strüder-Kypke, 2010
- Deltopylum Fauré-Fremiet & Mugard, 1946
  - Espèce type : Deltopylum rhabdoides Fauré-Fremiet & Mugard, 1946.

## Systématique
Le nom valide de ce taxon est Deltopylidae Song (d) & Wilbert (d), 1989,.

## Publication originale
- (de) Weibo Song et Norbert Wilbert, « Taxonomische Untersuchungen an Aufwuchsciliaten (Protozoa, Ciliophora) im Poppelsdorfer Weiher, Bonn », Lauterbornia, Allemagne, vol. 3,‎ 1989, p. 2-221 (ISSN 0935-333X, lire en ligne, consulté le 31 octobre 2023).